# Anthidium niveocinctum
Anthidium niveocinctum là một loài Hymenoptera trong họ Megachilidae. Loài này được Gerstäcker mô tả khoa học năm 1857.
Loài này phân bố ở Zimbabwe.